# Vlajka Amerických Panenských ostrovů

Vlajka Amerických Panenských ostrovů
Poměr stran: 2:3

Vlajka Amerických Panenských ostrovů, nezačleněného území Spojených států amerických, je tvořena bílým listem o poměru stran 2:3. Uprostřed listu je zobrazena zjednodušená verze velké pečeti USA, zlatého orla, držícího v pařátech vavřínovou ratolest a tři šípy. Po stranách orla jsou písmena V a I.
Tři šípy symbolizují tři hlavní ostrovy (Saint Croix, Saint John a Saint Thomas). Písmena V a I jsou zkratkou názvu území – Virgin Islands (česky Panenské ostrovy).

## Historie
Vlajka byla oficiálně přijatá v roce 1922.